# Новая Нива (Ленинградская область)
Новая Нива — деревня в Новосельском сельском поселении Сланцевского района Ленинградской области.

## История
Деревня Новое Завасье упоминается на карте Санкт-Петербургской губернии Ф. Ф. Шуберта 1834 года.

НОВАЯ НИВА — деревня принадлежит князю Михайле Дондукову-Корсакову, число жителей по ревизии: 10 м. п., 7 ж. п. (1838 год)

Как деревня Новое Завасье она отмечена на карте профессора С. С. Куторги 1852 года.

НОВАЯ НИВА — деревня князя Дондукова-Корсакова, по просёлочной дороге, число дворов — 2, число душ — 11 м. п. (1856 год)

В XIX — начале XX века деревня административно относилась к Выскатской волости 1-го земского участка 1-го стана Гдовского уезда Санкт-Петербургской губернии.
Согласно Памятной книжке Санкт-Петербургской губернии 1905 года деревня Новая-Нива входила в 1-е Гусевское сельское общество.

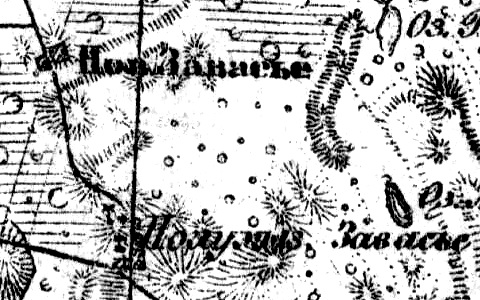
Деревня Новая Нива на карте 1919 года

Согласно карте Петроградской и Эстляндской губерний 1919 года деревня называлась Новое Завасье.
По данным 1933 года хутор Новая Нива входил в состав Рудненского сельсовета Рудненского района.
По состоянию на 1 августа 1965 года деревня Новая Нива входила в состав Новосельского сельсовета Кингисеппского района.
По данным 1973 и 1990 годов деревня Новая Нива входила в состав Новосельского сельсовета Сланцевского района.
В 1997 году в деревне Новая Нива Новосельской волости проживали 10 человек, в 2002 году — также 10 человек (русские — 80 %).
В 2007 году в деревне Новая Нива Новосельского СП проживали 6 человек, в 2010 году — 10 человек.

## География
Деревня расположена в южной части района к северу от автодороги 41К-020 (Сижно — Будилово — Осьмино).
Расстояние до административного центра поселения — 10 км.
Расстояние до ближайшей железнодорожной платформы Сланцы — 33 км.
Деревня находится на правом берегу реки Руя.

## Демография
| 2007 | 2010 | 2017 |
| ---- | ---- | ---- |
| 6    | ↗10  | ↘4   |